# Jim Owens
James Owens, detto Jim (Los Angeles, 1º maggio 1950), è un ex cestista statunitense, professionista nella NBA.

## Carriera
Venne selezionato dai Phoenix Suns all'ottavo giro del Draft NBA 1973 (128ª scelta assoluta).